# Liv Moritz
Liv Moritz (28 novembre 2004) è una sciatrice alpina statunitense.

## Biografia
Specialista delle prove tecniche originaria di Vail, Liv Moritz è sorella gemella di Kjersti, a sua volta sciatrice alpina; attiva dal novembre del 2020, in Nor-Am Cup ha esordito il 18 novembre 2021 a Copper Mountain in slalom gigante (26ª) e ha conquistato il primo podio il 28 marzo 2023 a Whistler in slalom speciale (2ª). Ai Mondiali juniores di Alta Savoia 2024 ha conquistato la medaglia di bronzo nella gara a squadre; ha debuttato in Coppa del Mondo il 21 gennaio 2025 a Plan de Corones in slalom gigante, senza qualificarsi per la seconda manche. Il 30 gennaio 2025 ha conquistato a Norquay in slalom speciale la prima vittoria in Nor-Am Cup e ai successivi Mondiali juniores di Tarvisio 2025 ha vinto la medaglia di bronzo nella gara a squadre; non ha preso parte a rassegne olimpiche o iridate.

## Palmarès

### Mondiali juniores
- 2 medaglie:
  - 2 bronzi (gara a squadre ad Alta Savoia 2024; gara a squadre a Tarvisio 2025)

### Nor-Am Cup
- Miglior piazzamento in classifica generale: 3ª nel 2025
- Vincitrice della classifica di slalom speciale nel 2025
- 6 podi:
  - 1 vittoria
  - 5 secondi posti

#### Nor-Am Cup - vittorie
| Data            | Località | Paese  | Specialità |
| --------------- | -------- | ------ | ---------- |
| 30 gennaio 2025 | Norquay  | Canada | SL         |

Legenda:

SL = slalom speciale

### South American Cup
- 3 podi:
  - 2 secondi posti
  - 1 terzo posto

### Campionati statunitensi
- 2 medaglie:
  - 2 bronzi (supergigante, slalom speciale nel 2023)